# Gnidia fastigiata
Gnidia fastigiata är en tibastväxtart som beskrevs av Alfred Barton Rendle. Gnidia fastigiata ingår i släktet Gnidia och familjen tibastväxter. Inga underarter finns listade i Catalogue of Life.